# Budy (Izbiska)
Budy – część wsi Izbiska w Polsce, położona w województwie podkarpackim, w powiecie mieleckim, w gminie Wadowice Górne.
W latach 1975–1998 Budy należały administracyjnie do województwa tarnowskiego.